# Régades
Régades település Franciaországban, Haute-Garonne megyében. Lakosainak száma 131 fő (2022. január 1.). Régades Aspret-Sarrat, Cabanac-Cazaux, Encausse-les-Thermes, Payssous és Sauveterre-de-Comminges községekkel határos.

## Népesség
A település népessége az elmúlt években az alábbi módon változott:
| Lakosok száma | 83   | 103  | 122  | 137  | 132  | 131  | 133  | 139  | 137  | 131  |
|               | 1968 | 1982 | 1990 | 2006 | 2013 | 2015 | 2017 | 2019 | 2020 | 2022 |